# Моррисон, Роберт
Роберт Моррисон (англ. Robert Morrison, кит. трад. 馬禮遜, пиньинь Mă Lĭxùn; 5 января 1782 — 1 августа 1834) — основоположник британской синологии, первый протестантский миссионер, успешно действующий в Китае, переводчик Ост-Индской компании, первый переводчик Библии на китайский язык, чей перевод был опубликован и используется до сих пор.

## Биография

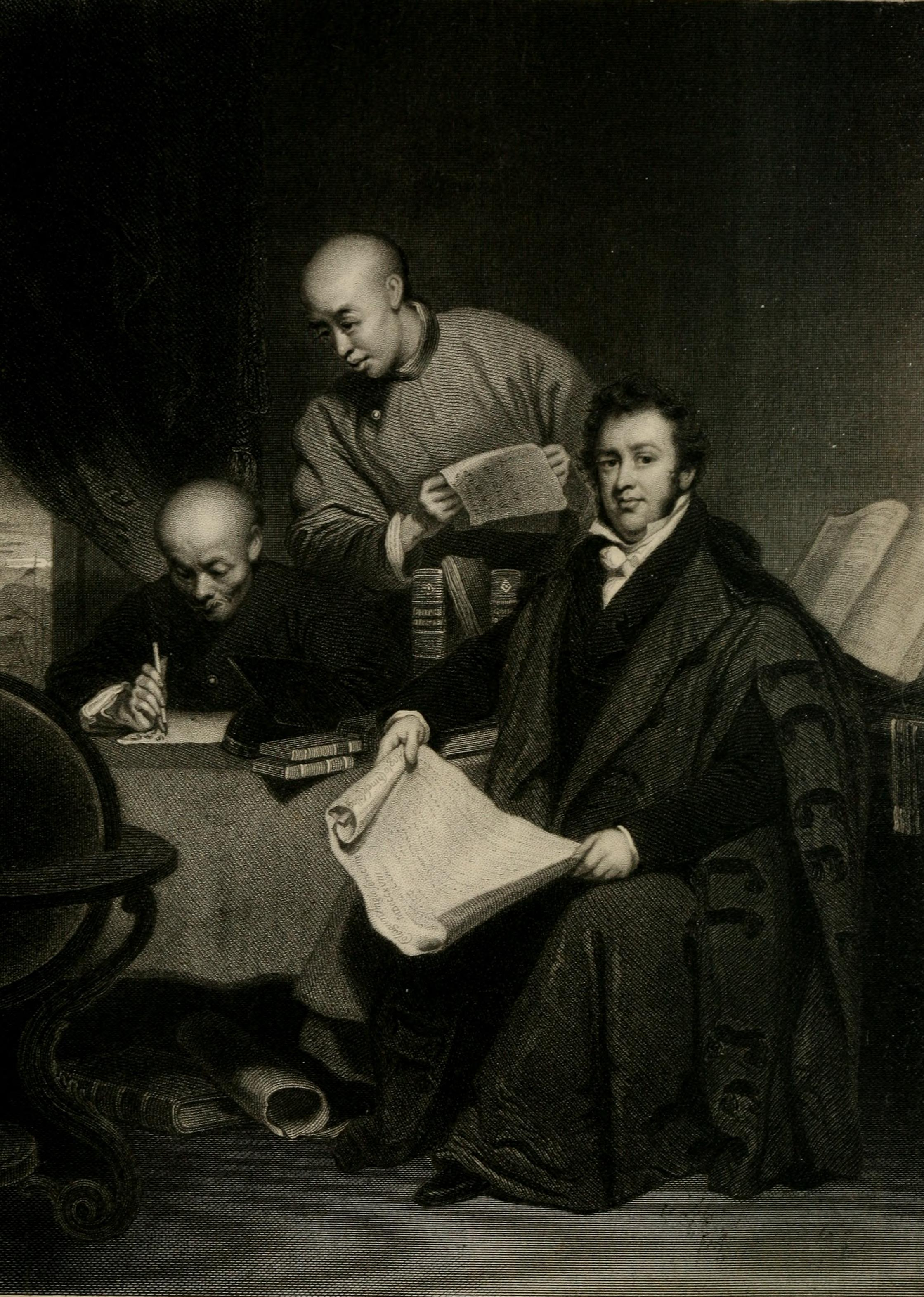
Моррисон переводит Библию с помощью китайских секретарей

Восьмой младший сын шотландского фермера и англичанки, принадлежащих пресвитерианской церкви. Когда Моррисону было три года, родители переехали в Ньюкасл, где занимались торговлей обувью. Есть версия, что в детстве Роберт дружил с Джорджем Стефенсоном — изобретателем паровоза, создателем современного железнодорожного транспорта. Родители Роберта были фанатично верующими людьми, поэтому все дети изучали Священное писание и протестантский катехизис. В 14-летнем возрасте бросил школу и работал в лавке отца. В этот период он борется со строгим воспитанием, и даже пьянствует. Однако вскоре он переживает глубокий духовный кризис и возвращается к изучению Писания, а в 1798 году принимает крещение. Ведёт дневник, поражающий глубиной самоанализа, и посвящает не менее часа в день самообразованию, хотя был очень занят в лавке.
В 1801 г. Моррисон принимает решение сделаться миссионером, и начинает обучение у священника У. Лэдлера (W. Laidler), занимаясь с ним латынью, греческим, ивритом, теологией и стенографией. Родители не одобряли его занятий. В 1803 г. он поступает в конгрегационистскую Hoxton Academy, и начинает деятельность проповедника. После смерти матери в 1804 г., Роберт Моррисон вступает в ряды междеденоминационного Лондонского миссионерского общества. Для продолжения образования в 1805 г. поступает в духовную академию в г. Госпорт. Здесь ему был предложен выбор места проповеди: Томбукту или Китай. Избрав Китай, он изучает в Лондоне медицину и астрономию, одновременно занимаясь китайским языком у китайского наставника Yong Sam-tak, в частности, иезуитский перевод Библии Evangelia Quatuor Sinice. Главной его задачей было восприятие разговорного китайского языка для нужд проповеди.
31 января 1807 г. Моррисон отплыл в Нью-Йорк, так как Ост-Индская компания не провозила тогда миссионеров. 4 сентября 1807 г., после 113 дней в море, он прибыл в Макао. Прибыв в Китай, Моррисон обнаружил, что оказался в чрезвычайно сложном положении:
- По указу 1724 г. китайцам запрещалось общаться с европейцами и креститься под страхом смертной казни.
- Европейцы допускались в Гуанчжоу только в роли коммерсантов.
- Католические власти Макао враждебно относились к протестантам.

Моррисон был выслан из Макао, и отправился в Гуанчжоу, где его приютили американские коммерсанты. Однако китайцы относились к американцам с подозрением, вдобавок, Моррисон убедился, что знание литературного китайского языка приведёт только к общению с узким слоем аристократов. Моррисон в этот период жил уединённо, испытывая нужду. Он попытался жить, как простой китаец, но убедился, что это невозможно. Вдобавок, из-за начавшихся наполеоновских войн, он оказался в чрезвычайно сложной ситуации, так как его подозревали и европейцы, и китайцы. 1 июня 1808 г. он вернулся в Макао, в совершенстве овладев литературным китайским языком и кантонским диалектом.
В марте 1809 г. он женился на Мэри Мортон, от которой имел трёх детей. В день свадьбы, он получил должность переводчика Ост-Индской компании с жалованьем 500 ф. ст. в год. В Гуанчжоу ему пришлось возвращаться одному, так как европейские женщины в Китай не допускались.

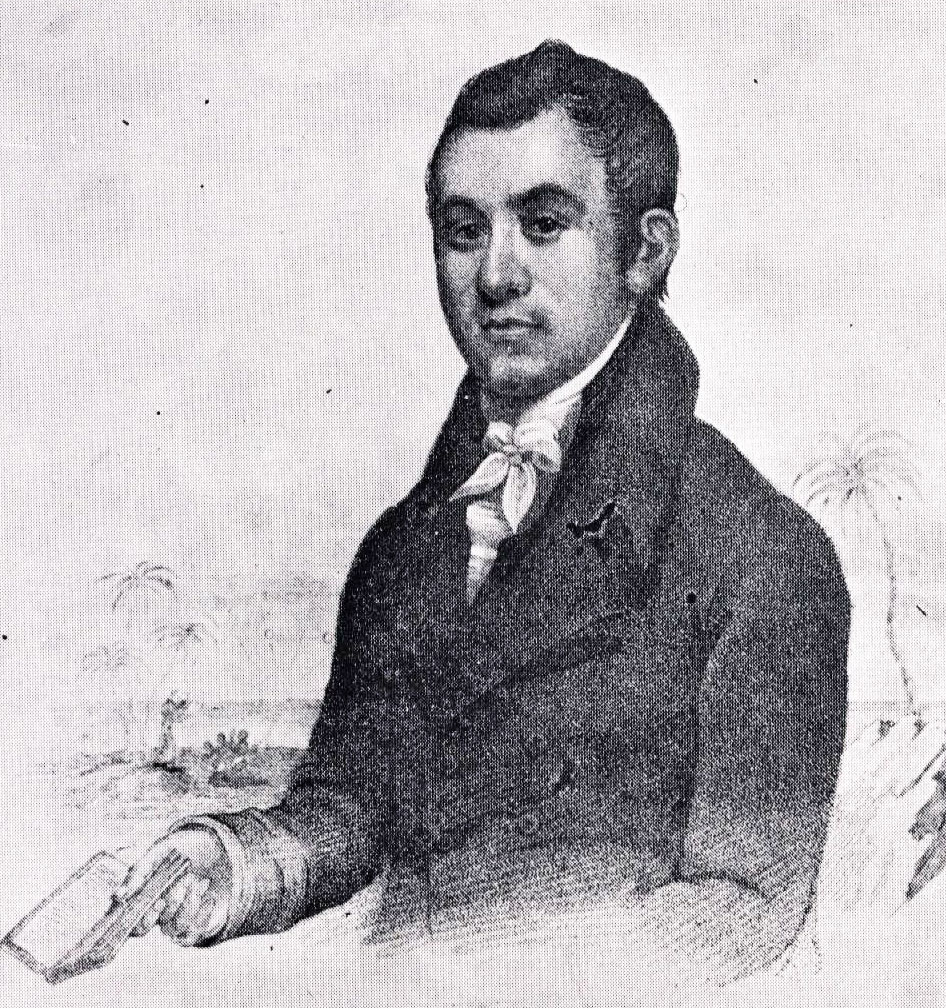
Уильям Милн

Работа переводчика сделала Моррисона финансово независимым, и улучшила его познания в языке, дав возможность легально общаться с китайцами. В 1812 г. Моррисон закончил грамматику китайского языка, которую пришлось печатать в Бенгалии. Одновременно он переводил катехизис, но эта работа принесла немало проблем, в частности, католический епископ Макао приказал сжечь книгу. В этот период у него появился коллега: американский миссионер Уильям Милн.
В 1813 г. из-за конфликта Милна с португальскими властями, миссионерам пришлось уехать в Гуанчжоу. В этот период он начинает перевод Библии на китайский язык, который был опубликован в Малакке. 14 мая 1814 г., после семи лет пребывания в Китае, Моррисон крестил первого китайца, которого называл Tsae A-Ko. Одновременно был поставлен вопрос о карманном издании Нового Завета.
В 1816 г. Моррисон сопровождал в Пекин посольство лорда У. Амхерста. Это позволило ему широко ознакомиться с Китаем, и изменить ряд выработанных мнений относительно возможности проповеди. Вернувшись из Пекина (посольство было неудачным), Моррисон основал лечебницу для бедных. В 1817 г. университет Глазго заочно присвоил ему степень доктора богословия.
В 1818 г. Моррисон и Милн решили основать в Малакке школу для китайцев. Это был Anglo-Chinese College (кит. 英華書院), позднее переведённый в Гонконг. Это учебное заведение должно было способствовать межкультурному общению и определённому синтезу науки и религии. Идею поддержал губернатор Малакии и Лондонское миссионерское общество, но Моррисону пришлось вкладывать в предприятие собственные скудные средства. Одновременно Милн и Моррисон переводили Ветхий Завет.
В 1821—1822 гг. умерли жена Моррисона и его коллега У. Милн. Моррисону было 39 лет, и он с головой ушёл в работу, разработав грандиозный план обращения в христианство всего Китая. В поисках поддержки, в 1822 г. он переезжает в Сингапур, и в 1824 г. возвращается в Англию, где прожил два года.
В Лондоне Моррисон был сделан членом Королевского общества. Он был удостоен аудиенции короля, вручив ему полное издание Библии на китайском языке, одновременно имея большой успех в лондонском высшем обществе. В Великобритании возникал живой интерес к Китаю и его культуре. В 1824 г. Моррисон вторично женился на Элизе Армстронг, от которой имел пятерых детей. В 1826 г. они вернулись в Китай, пережив по пути бунт матросов.
Положение в Китае было серьёзно: в Ост-Индской компании сменились чиновники, враждебно относившиеся к Моррисону, вдобавок, компания начала широкий ввоз опиума в Китай, что сильно сказывалось на отношениях с китайцами. В этот период Моррисон крестил Лян Фа (梁發)--первого китайского протестантского священника. Американские миссионерские общества прислали Моррисону помощников, что вызвало озлобление католических властей, в 1833 г. между епископом Макао и Моррисоном произошёл крупный конфликт, в силу чего его миссия подверглась запрету. В 1834 г. была ликвидирована монополия Ост-Индской компании на торговлю с Китаем, и Моррисон лишился места. 1 августа 1834 г. Моррисон скончался в датской фактории в Гуанчжоу в возрасте 52 лет, и был похоронен на протестантском кладбище.

## Примечательный факт
- За долгую деятельность в Китае, Моррисон крестил всего семерых китайцев. Все они стали убеждёнными христианами, и активно проповедовали. Лян Фа обратил в христианство Хун Сю-цюаня, вождя тайпинов.